# Henrik Sundström
Henrik Sundström (ur. 29 lutego 1964 w Lund) – szwedzki tenisista, reprezentant w Pucharze Davisa.

## Kariera tenisowa
Karierę zawodową Sundström rozpoczął w 1981 roku, a zakończył w 1989 roku. W grze pojedynczej wywalczył pięć tytułów rangi ATP World Tour oraz osiągnął osiem finałów.
W grze podwójnej Szwed awansował do jednego finału z cyklu ATP World Tour.
W latach 1983–1985 Sundström reprezentował Szwecję w Pucharze Davisa grając w dziesięciu meczach singlowych, z których w ośmiu wygrał. W 1984 roku znacząco przyczynił się do triumfu Szwecji w rozgrywkach, pokonując w finale 4:1 Stany Zjednoczone. Sundström pokonał w swoich pojedynkach Johna McEnroe i Jimmy’ego Ariasa.
W rankingu gry pojedynczej Sundström najwyżej był na 6. miejscu (8 października 1984), a w klasyfikacji gry podwójnej na 99. pozycji (29 października 1984).

### Finały w turniejach ATP World Tour
| Nazwa                        |
| ---------------------------- |
| Wielki Szlem                 |
| Igrzyska olimpijskie         |
| ATP Tour World Championships |
| ATP World Series             |

#### Gra pojedyncza (5–8)
| Końcowy wynik | Nr | Data             | Turniej     | Nawierzchnia | Przeciwnik       | Wynik finału            |
| ------------- | -- | ---------------- | ----------- | ------------ | ---------------- | ----------------------- |
| Finalista     | 1. | 18 lipca 1982    | Båstad      | Ceglana      | Mats Wilander    | 4:6, 4:6                |
| Zwycięzca     | 1. | 27 marca 1983    | Nicea       | Ceglana      | Manuel Orantes   | 7:5, 4:6, 6:3           |
| Finalista     | 2. | 1 maja 1983      | Madryt      | Ceglana      | Yannick Noah     | 6:3, 0:6, 2:6, 4:6      |
| Finalista     | 3. | 25 września 1983 | Genewa      | Ceglana      | Mats Wilander    | 6:3, 1:6, 3:6           |
| Zwycięzca     | 2. | 8 kwietnia 1984  | Bari        | Ceglana      | Pedro Rebolledo  | 7:5, 6:4                |
| Finalista     | 4. | 15 kwietnia 1984 | Nicea       | Ceglana      | Andrés Gómez     | 1:6, 4:6                |
| Zwycięzca     | 3. | 22 kwietnia 1984 | Monte Carlo | Ceglana      | Mats Wilander    | 6:3, 7:5, 6:2           |
| Finalista     | 5. | 13 maja 1984     | Hamburg     | Ceglana      | Juan Aguilera    | 4:6, 6:2, 6:2, 4:6, 4:6 |
| Zwycięzca     | 4. | 22 lipca 1984    | Båstad      | Ceglana      | Anders Järryd    | 3:6, 7:5, 6:3           |
| Finalista     | 6. | 23 września 1984 | Genewa      | Ceglana      | Aaron Krickstein | 7:6, 1:6, 4:6           |
| Finalista     | 7. | 5 maja 1985      | Hamburg     | Ceglana      | Miloslav Mečíř   | 4:6, 1:6, 4:6           |
| Finalista     | 8. | 25 maja 1986     | Florencja   | Ceglana      | Andrés Gómez     | 3:6, 4:6                |
| Zwycięzca     | 5. | 22 czerwca 1986  | Ateny       | Ceglana      | Francisco Maciel | 6:0, 7:5                |

#### Gra podwójna (0–1)
| Końcowy wynik | Nr | Data             | Turniej | Nawierzchnia | Partner         | Przeciwnicy                  | Wynik finału  |
| ------------- | -- | ---------------- | ------- | ------------ | --------------- | ---------------------------- | ------------- |
| Finalista     | 1. | 16 września 1984 | Palermo | Ceglana      | Claudio Panatta | Tomáš Šmíd Blaine Willenborg | 7:6, 3:6, 0:6 |